# John Hargreaves (Schauspieler)
John William Hargreaves (* 28. November 1945 in Murwillumbah, New South Wales, Australien; † 8. Januar 1996 in Darlinghurst, Sydney) war ein australischer Schauspieler.

## Leben
Hargreaves gehörte in Australien zu den bekanntesten und teilweise auch beliebtesten Schauspielern seiner Zunft. Besonders sein Verzicht auf eine internationale Karriere zu Gunsten einheimischer Bekanntheit machte ihn populär. Anders als seine Landsleute Bryan Brown, Mel Gibson, Nicole Kidman oder der Neuseeländer Sam Neill schlug er Engagements in den USA aus und verlegte sich auf Hauptrollen in australischen Kino- und Fernsehproduktionen, wo er sich über die Jahre hinweg in der Schauspielelite etablierte.
Auf dem Höhepunkt seiner Karriere wurde bekannt, dass Hargreaves an der Immunschwäche AIDS litt, an deren Folgen er 1996 auch starb.

## Filmografie (Auswahl)
- 1976: Mad Dog (Mad Dog Morgan)
- 1978: Long Weekend
- 1979: Durch die Hölle Vietnams (The Odd Angry Shot)
- 1980: Ohne jeden Zweifel (Beyond Reasonable Doubt)
- 1981: Mord in Sydney (The Killing of Angel Street)
- 1986: Malcolm
- 1986: Dakota Harris in der Höhle des Todes (Sky Pirates)
- 1987: Schrei nach Freiheit (Cry for Freedom)
- 1988: Trendsetters – Jahrmarkt der Illusionen (Emerald City)
- 1990: Linda, John und Kate oder: Rache ist süß (Sweet Revenge)
- 1993: Land hinter dem Regenbogen (No worries)
- 1994: Eine Liebe in Australien (Country Life)
- 1996: Lust und Rache (Lust and Revenge)